# 廣慶太郎
廣 慶太郎（ひろ けいたろう、1908年12月7日 - 1998年10月20日 ）は、日本の経済人・経営者。

## 経歴
兵庫県出身。立命館大学法学部経済学科卒業、同大学院修了。
久保田鉄工（現・クボタ）社長、同社会長、同社取締役相談役、関西経済同友会代表幹事、関西経済連合会・経団連常任理事、大阪工業会会長、日本ダクタイル鉄管協会会長などを歴任。1988年立命館大学校友会会長。

## 主な著作
- 「運命に生きて - 経営者の歩み」（1987年、法律文化社）
- 「天真にゆだねて」（1988年、ブレーンセンター）